# Tenzin Lungtog Trinley Chöpag
Tenzin Lungtok Trinley Chöpag (McLeod Ganj (India), 1985) is een Tibetaans geestelijke. Hij was de zevende Ling rinpoche, een invloedrijke tulkulinie uit Kham in oostelijk Tibet die verschillende ganden tripa's en leraren van de dalai lama voortbracht.

## Jeugd en opleiding
Tenzin Lungtok Trinley Chöpag werd geboren in McLeod Ganj, Boven Dharamsala, de hill station waar ook de dalai lama woont en veel Tibetaanse organisaties zijn gevestigd. Zijn ouders komen uit de Tibetaanse nederzetting Bir, eveneens in India.
In 1987 werd hij door de veertiende dalai lama erkend als reïncarnatie van Thubten Lungtog Tenzin Trinley.
Hij trad toe tot de Indiase vestiging van het college Loseling van het Tibetaanse klooster Drepung. Op een leeftijd van acht jaar legde hij verschillende boeddhistische geloftes af: Upasaka voor een leek, Pravrajya wat de priesterinwijding is voor Tibetaans boeddhisten en Sramanera wat voor hem de titel voor juniormonnik meebracht. Allen werden in een relatief snelle serie afgenomen door de veertiende dalai lama.
Vervolgens legde hij zich toe op de spirituele studie van de vijf belangrijke boeddhistische teksten en de vele commentaren die daarop zijn gemaakt.

## Verdere levensloop
De dalai lama erkende hem uiteindelijk op 3 maart 2004 als volledig ingewijd monnik (Bhikshu). Vervolgens vertrok hij voor een serie monastieke debateerrondes in alle 25 bij het Lingklooster Khangtsen aangesloten instellingen en vervolgens bij instellingen die bij het klooster Drepung zijn aangesloten.
Hij vertrok vervolgens voor bezoeken aan boeddhisten in de rest van de wereld, zoals Zuid-Korea, Frankrijk en in India, zoals Mon (Arunachal Pradesh) en Ladakh (Jammu en Kasjmir).